# روکستون
روکستون (به انگلیسی: Wroxton) یک روستا و محله مدنی در بریتانیا است که در چرول واقع شده‌است. روکستون ۱۰٫۲۸ کیلومتر مربع مساحت و ۵۴۶ نفر جمعیت دارد.